# فرانكي ديتوري
لانفرانكو ديتوري (بالإيطالية: Lanfranco Dettori)‏ (ولد في 15 ديسمبر 1970) في ميلان. والمعروف باسم «فرانكي ديتوري» هو خيال وفارس سباقات الخيول إيطالي. حصل على بطولة الخيالة في بريطانيا في ثلاث مناسبات، وامتطى صهوة أكثر من 500 جواد فائز. وكان خلف العديد من نجاحات إسطبل جودولفين. وكان الإنجاز الأكثر شهرة لديتوري تحقيقة الفوز في جميع سباقات يوم البطولات في ميدان أسكوت في عام 1996. وهو نجل الفارس جيانفرانكو ديتوري، ووصف كأحد أفضل الفرسان المحترفين في العالم وأفضلهم شهرة. ومع ذلك، ففي 5 ديسمبر 2012، اوقف عن الركوب لمدة ستة أشهر بعد إدانته باستخدام مادة محظورة.

## نبذه تاريخية
كانت أول تجربة لديتوري مع الخيول في سن الثانية عشرة عندما اشترى له والده المهر بالومينو. وفي سن الثالثة عشرة ترك المدرسة ليصبح صبي الإسطبل وفارسا تحت التدريب. في العام التالي، ذهب إلى بريطانيا حيث تدرب مع المدرب لوكا كوماني في نيوماركت بمقاطعة سوفولك في عام 1985 ومنذ ذلك الحين أصبح فارس إسطبلات للسباقات. في عام 1990 أصبح ديتوري أول فارس يافع يركب 100 جواد فائز في موسم واحد. وجاء أول فوز له في سن ال 16 في تورينو في نوفمبر عام 1986. في 29 يناير 2000، حصل على رتبة الإمبراطورية البريطانية.